# جيمس إي. روبنسون
جيمس إي. روبنسون (بالإنجليزية: James E. Robinson)‏ هو محامي وقاضي أمريكي، ولد في 15 أغسطس 1868 في مقاطعة يونيون في الولايات المتحدة، وتوفي في 27 يناير 1932 في كولومبوس في الولايات المتحدة.